# 경시 (서진)
경시(更始)는 중국 서진(西秦) 무원왕(武元王)의 두 번째 연호이다. 409년 7월에서 412년 8월까지 3년 2개월 동안 사용하였다. 409년 7월, 후진(後秦)이 쇠퇴함에 따라 무원왕은 농서(隴西) 일대를 장악하고 서진을 부활시켰다.
같은 시기에 사용된 다른 연호로는 동진(東晉)에서 사용한 의희(義熙 : 405년 ~ 418년), 후진(後秦)에서 사용한 홍시(弘始 : 399년 ~ 416년), 북량(北凉)에서 사용한 영안(永安 : 401년 ~ 412년), 남량(南凉)에서 사용한 가평(嘉平 : 408년 ~ 414년), 남연(南燕)에서 사용한 태상(太上 : 400년 ~ 405년), 서량(西凉)에서 사용한 건초(建初 : 405년 ~ 417년), 하(夏)에서 사용한 용승(龍昇 : 407년 ~ 413년), 북연(北燕)에서 사용한 정시(正始 : 407년 ~ 409년), 태평(太平 : 409년 ~ 430년), 북위(北魏)에서 사용한 천사(天賜 : 404년 ~ 409년), 영흥(永興 : 409년 ~ 413년)이 있다.

## 연대대조표
| 경시                | 원년                           | 2년        | 3년        | 4년        |
| 서력                | 409년                          | 410년      | 411년      | 412년      |
| 육십간지 (六十干支) | 기유(己酉)                     | 경술(庚戌) | 신해(辛亥) | 임자(壬子) |
| 동진 (東晉)         | 의희(義熙) 5년                 | 6년        | 7년        | 8년        |
| 후진 (後秦)         | 홍시(弘始) 11년                | 12년       | 13년       | 14년       |
| 북량 (北凉)         | 영안(永安) 9년                 | 10년       | 11년       | 12년       |
| 남량 (南凉)         | 가평(嘉平) 2년                 | 3년        | 4년        | 5년        |
| 남연 (南燕)         | 태상(太上) 5년                 | 6년        | -          | -          |
| 서량 (西凉)         | 건초(建初) 5년                 | 6년        | 7년        | 8년        |
| 하 (夏)             | 용승(龍昇) 3년                 | 4년        | 5년        | 6년        |
| 북연 (北燕)         | 정시(正始) 3년 태평(太平) 원년 | 2년        | 3년        | 4년        |
| 북위 (北魏)         | 천사(天賜) 6년 영흥(永興) 원년 | 2년        | 3년        | 4년        |

## 같이 보기
- 다른 왕조의 같은 연호
  - 경시제(更始帝) 경시(23년 ~ 25년)
  - 서연(西燕) 경시(385년 ~ 386년)

- 중국의 연호

| 이전 연호 태초(太初) | 중국의 연호 서진(西秦) | 다음 연호 영강(永康) |